# Compiz
Compiz（コンピズ）は、X Window System上で動作するウィンドウマネージャである。OpenGLを利用した3D技術により様々な画面効果を可能にしている。もともとはXgl上で動く最初のウィンドウマネージャとして、ノベルのデヴィッド・レイヴマン (David Raveman) によって開発されたが、後にFedora ProjectのAIGLX上でも動作するようになった。AIGLXのほうはインテルのグラフィックカードを使っても動作する。また、コミュニティによる派生バージョンのBerylが開発されていたが、Compizとの統合が2007年5月に決定し、Compiz Fusionに統合された。
Appleやマイクロソフトのプロプライエタリなオペレーティングシステム (OS) だけでなく、Linux上でも派手な画面効果を得られることはユーザーたちに大きなインパクトを引き起こした。現在Compizが用意されているLinuxディストリビューションは、Debian GNU/Linux、Fedora、SUSE Linux、Gentoo Linux、Ubuntu、Mandriva Linuxなど。
またはFreeBSDやFreeBSDディストリビューションのTrueOSやDesktopBSDなどで利用できる。

## 機能

### 標準プラグイン
- cube（立方体）： 仮想デスクトップを立方体の表面に貼り付ける。
- decoration（装飾）： ウィンドウを装飾する。
- fade（フェード）：フェードアウト、フェードイン
- gconf：設定をgconfレジストリに保存する。
- minimize（最小化）：ウィンドウ最小化時、最大化時にアニメーションする。
- move（移動）：ウィンドウを立方体の一面から他面へ移動する。
- place（配置）:ウィンドウを適切な位置へ配置する。
- resize（リサイズ）：ウィンドウのリサイズ。
- rotate（回転）：立方体を回転する
- scale（スケーリング）：開いている全てのウィンドウの概観を見る（Mac OS XのExposéと同等）。
- switcher（スィッチャ）：Alt+Tabでウィンドウをアクティブにする。
- water（水滴）：マウスの軌跡に水滴効果をつける。
- wobbly（ブルブル効果）：ウィンドウをゼリーのように振るわせる。
- zoom（ズーム）：画面の一部を拡大する。